# Unión Zapata
Unión Zapata, llamada oficialmente como Unión Zapata (Loma Larga), es una localidad del estado mexicano de Oaxaca, situada en las afueras de la población de San Pablo Villa de Mitla, municipio del mismo nombre del que tiene el carácter de agencia municipal.
Unión Zapata es una población ubicada en el Valle de Tlacolula y en las inmediaciones de la ciudad de San Pablo Villa de Mitla; se encuentra junto a la Zona arqueológica de Mitla y en las cercanías la principal de las Cuevas Prehistóricas de Yagul y Mitla, declaradas Patrimonio de la Humanidad por la UNESCO el 1 de agosto de 2010. Se encuentra localizada en las coordenadas geográficas 16°55′10″N 96°24′55″O / 16.91944, -96.41528 y a 1,640 metros sobre el nivel del mar, su principal vía de comunicación es la Carretera Federal 190 que pasa junto a la población y la unea hacia el oeste con Tlacolula de Matamoros y la ciudad de Oaxaca de Juárez, y hacia el sureste con Santo Domingo Tehuantepec, junto a la zona arqueológica se encuentra un entronque carretero del que inicia una carretera estatal que conduce a San Pablo Villa de Mitla y luego a las cascada pétreas de Hierve el Agua, otro de los principales atractivos turísticos de la región.
El nombre original de la comunidad fue Loma Larga, hasta que un decreto 4 de mayo de 1937 se lo modificó a quedar el actual de Unión Zapata, finalmente, un nuevo decreto del 22 de mayo de 1984 unió ambos nombres quedando como Unión Zapata (Loma Larga); de acuerdo al Conteo de Población y Vivienda de 2005 realizado por el Instituto Nacional de Estadística y Geografía la población de Unión Zapata es de 588 habitantes, de los cuales 290 son hombres y 298 mujeres.